# المشاركة العربية في الألعاب الأولمبية الصيفية 1952
هذه القائمة مخصصة لتوثيق مشاركة الدول العربية في الألعاب الأولمبية الصيفية 1952، حيث شاركت من الدول العربية كل من مصر ولبنان بمجموع 115 رياضيا، من قرابة 4,955 في هذه الدورة من الألعاب الأولمبية الصيفية التي أُقيمت في هلسنكي.

## أصحاب الميداليات
| الميدالية | الاسم          | الرياضة  | المُسابقة                       | التاريخ  |
| --------- | -------------- | -------- | ------------------------------ | -------- |
| فضية      | زكريا شهاب     | المصارعة | المصارعة الرومانية لوزن الديك  | 27 يوليو |
| برونزية   | خليل طه        | المصارعة | المصارعة الرومانية للوزن الوسط | 27 يوليو |
| برونزية   | عبد العال راشد | المصارعة | الوزن الخفيف                   | 27 يوليو |

## مراكز الدول العربية
| الترتيب | منتخب   | ذهبية | فضية | برونزية | المجموع |
| ------- | ------- | ----- | ---- | ------- | ------- |
| 32      | لبنان   | 0     | 1    | 1       | 2       |
| 40      | مصر     | 0     | 0    | 1       | 1       |
| المجموع | المجموع | 0     | 1    | 2       | 3       |

## المشاركون
- مصر (106)
- لبنان (9)